# Vétérinaire dans l'Égypte antique
Durant toute la période pharaonique, il se développa en Égypte une « corporation » de médecins ayant souvent des spécialités : oculistes, dentistes, gynécologues… et vétérinaires ; mais cela n’a rien d'étonnant en ce qui concerne ces derniers puisque de nombreux animaux étaient sacrés et embaumés après leur mort.

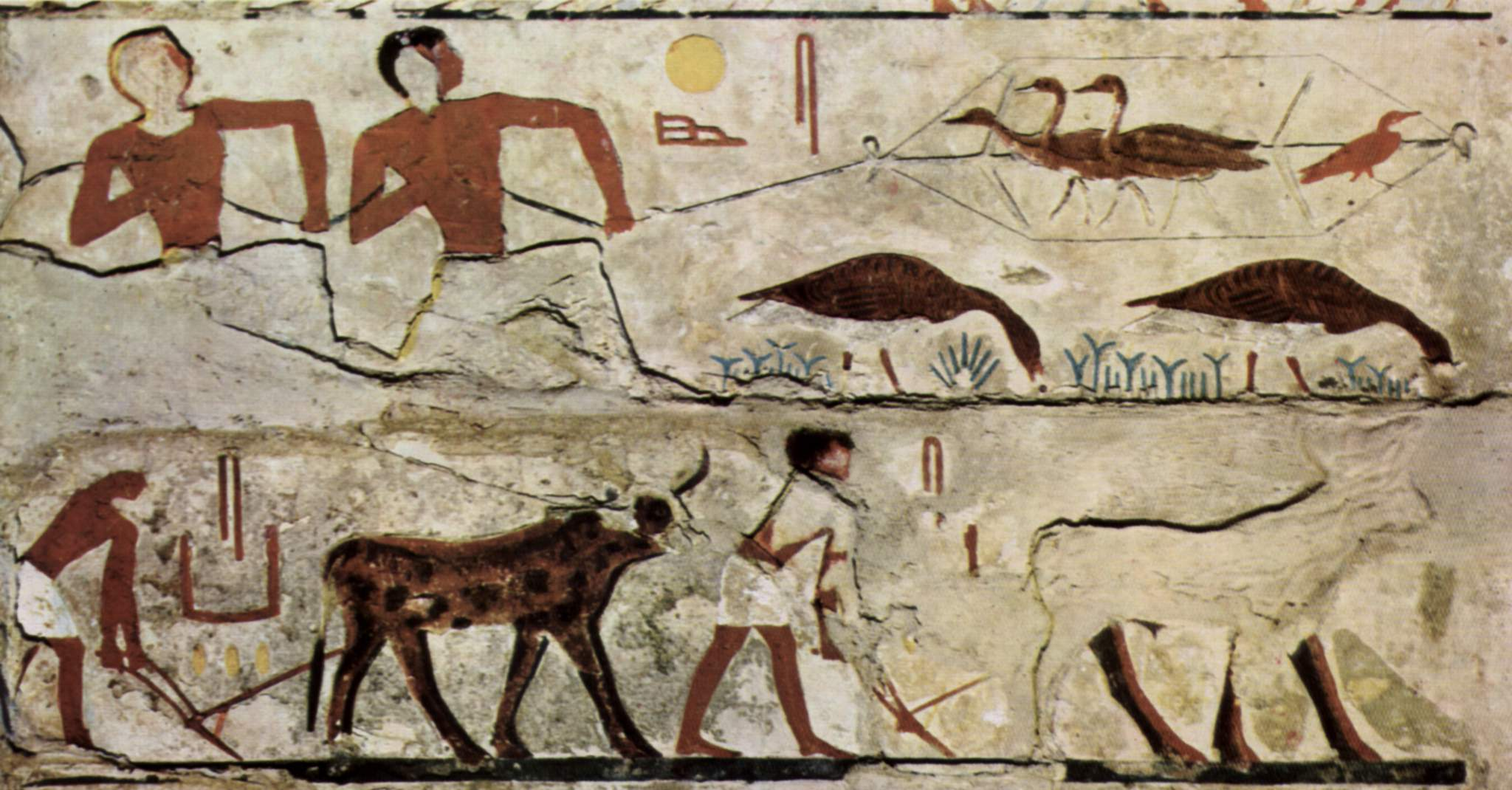
Travaux des champs

Les Égyptiens ont entretenu des relations privilégiées avec le monde animal, particulièrement en ce qui concerne le bétail, car outre son utilité dans les travaux des champs, le bétail domestique fournissait de nombreux produits très utilisés : viande, lait, graisse, sang, peau, os, fumier, cornes, tendons. Symbole même de la richesse, du pouvoir et source de prestige, les troupeaux en général, et le bétail en particulier sont très souvent représentés dans les tombes, notamment à l’Ancien Empire. Le bétail figure toujours en bonne place, tant dans la liste des tributs perçus par Pharaon, que dans le butin de ses conquêtes.
Le degré de perfectionnement atteint par les anciens Égyptiens dans les techniques d’élevage et dans les soins apportés aux animaux est tel qu’un élevage égyptien traditionnel contemporain est resté sensiblement le même au cours des siècles.

## Les soins vétérinaires
La nécessité d’apporter des soins particuliers aux animaux domestiques est vite apparue aux Égyptiens du fait de la dépendance acquise par ces animaux vis-à-vis de leurs maîtres.
Le besoin de guérison est inné chez les animaux : l’animal se roule par terre pour se débarrasser des parasites, se lèche les blessures pour éviter l’infection et change de pâturage en cas de carence nutritionnelle. Toutes ces comportements ont attiré l’attention de l’homme qui a œuvré pour le soulager des maux qui le touchent. Actuellement, il est très difficile de préciser l’origine de cette médecine, mais les historiens sont unanimes pour reconnaître qu’elle a été pratiquée par toutes les civilisations.
Les connaissances des Égyptiens en anatomie étaient bonnes, car ils avaient l’habitude de l’ouverture des corps, de leur momification et de l’examen des organes des animaux de boucherie ou de sacrifice. Ils ne faisaient pas de distinction fondamentale entre l’animal et l’homme ce qui leur permettait d’utiles comparaisons entre anatomies animale et humaine.
Ce que nous savons sur la pratique de la médecine vétérinaire est surtout tiré des textes disponibles dans quelques papyrus médicaux humains. Parmi les nombreux traités médicaux, un seul fait allusion à la médecine vétérinaire : c’est un des « papyri de Kahun » découverts par Flinders Petrie en 1898 dans l’oasis du Fayoum. Rédigé vers -1850, ce papyrus est probablement la copie d’un traité antérieur, concernant l’ophtalmologie vétérinaire. Un fragment de ce papyrus décrit trois taureaux malades, dont l’un pourrait avoir été atteint de coryza gangréneux. Les traitements préconisés étaient à base d’aspersion d’eau froide, de fumigation et de frictions.
En pratique, les soins aux animaux étaient surtout assurés par les éleveurs eux-mêmes, comme en témoigne par exemple cette inscription dans le mastaba de Ti : « le gardien vérifie ce qu’a ce veau ». Toutefois, divers documents prouvent l’existence de personnes de classe sociale plus élevée habilitées à délivrer des soins aux animaux, en particulier les prêtres de Sekhmet et les sounous (médecins de l’homme) « connaissant les bœufs ».
Nous voyons, par les monuments, que l’art vétérinaire avait une assez grande importance parmi les Égyptiens, et ceux qui le pratiquaient avec habileté étaient les plus estimés. Les peintures illustrent le soin qu’on apportait à l’éducation des animaux.
Souvent on voit le berger qui leur présente leur nourriture qu’ils viennent manger dans la main. Ce sont en général des herbes ou des médicaments qu’il fait ainsi avaler aux bêtes, et qu’il est quelquefois obligé de leur introduire dans la bouche.
Ce ne sont pas seulement les bœufs et les moutons qui sont traités de la sorte ; les mêmes soins sont donnés à des animaux du désert, que les Égyptiens étaient fort habiles à apprivoiser et qu’ils prenaient plaisir à élever dans les fermes. Attentifs à épier les habitudes et à satisfaire les goûts de ces bêtes, ils arrivaient à domestiquer même les animaux les plus rebelles, qui finissaient par se laisser tenir en laisse comme des moutons ou des chèvres. On élevait ainsi des oies sauvages et une foule d’oiseaux qui prenaient place dans les basses-cours, à côté des volailles.
Une peinture de Beni Hassan nous montre en détail les soins qui étaient donnés aux animaux. D'un côté à l'autre de la scène, on voit une oie que l’éleveur est en train d’embecquer ; puis on voit des antilopes et des chèvres. Une chèvre a la patte de devant attachée pour l’empêcher de se lever pendant qu’on lui administre le médicament. Plus loin, ce sont des vaches auxquelles on fait avaler un breuvage contenu dans un récipient placé devant elles.